# Primulina brachytricha
Primulina brachytricha là một loài thực vật có hoa trong họ Tai voi (Gesneriaceae). Loài này được W.T. Wang & D.Y. Chen mô tả khoa học đầu tiên năm 1985 dưới danh pháp Chirita brachytricha.